# Grundkarte
Die Grund- oder Basiskarte ist eine wichtige Grundlage für die Herstellung genauer, großmaßstäbiger Landkarten.

## Hintergrund
In Deutschland wurden bereits im 19. Jahrhundert sogenannten Messtischblätter im Maßstab 1:25.000 als Grundkartenwerk hergestellt und gepflegt. Zunächst existierten die Begriffe Wirtschaftskarte und Topographische Grundkarte nebeneinander. Im Jahr 1925 wurde vom Reichsamt für Landesaufnahme das Musterblatt und die Zeichenvorschrift für die Topographische Grundkarte des Deutschen Reiches (Maßstab 1: 5000) herausgegeben. 1936 wurde durch einen Erlass des Preußischen Ministers des Innern die amtliche Bezeichnung Deutsche Grundkarte 1: 5000 eingeführt. In diesem Kartenwerk wurden neben der topographischen Darstellung auch die Eigentumsstruktur (Grundstücks- und Flurstücksgrenzen) abbildet.
Im Zeitraum von 1956 bis etwa 1970 wurde den östlichen Bundesländern zudem die Topographische Karte 1:10.000 (TK10) als Grundkartenwerk entwickelt. Grundlage für das Kartenwerk waren sowohl topographische Neuaufnahmen als auch Grundrissauswertungen auf photogrammetrischer Basis. Hierbei wurde auf die Luftbildfotografie mit speziellen Messbildkameras zurückgegriffen, die das Gelände aus Flugzeugen senkrecht nach unten fotografieren.
Die meisten Basiskarten haben Maßstäbe um 1:5.000 – liegen also im Detaillierungsgrad zwischen einem Plan und einer guten Wanderkarte. Sie werden manchmal direkt als Luftbildkarte verwendet.
Die Digitale Grundkarte beziehungsweise Deutsche Grundkarte (DGK5) wurden im Jahr 2020 durch Amtliche Basiskarten (ABK5 – 1:5.000) abgelöst. Diese bietet ständig aktualisierte Karten auf digitaler Basis, die in Graustufen oder als farbige Ausgaben abgerufen werden können. Die Amtliche Basiskarte beinhaltet sowohl topographische Elemente als auch die Grundstücksstrukturen des amtlichen Liegenschaftskatasters.